# 95 mm haubica Mk II
Haubica 95 mm Mk II (95-mm Infantry Howitzer Mk II), lekka haubica produkcji brytyjskiej, zaprojektowana w 1942.
W 1942 brytyjski War Office postanowił, że armia brytyjska potrzebuje lekkiej haubicy piechoty na wzór podobnych i bardzo udanych broni używanych przez wojska amerykańskie (np. Haubica 75 mm M1A1) czy niemieckie (7,5 cm le.IG 18).  Aby maksymalnie skrócić czas projektowania i wejścia do produkcji nowego działa zdecydowano, że konstrukcja będzie używała części z istniejących już dział.  Lufa była zmodyfikowaną lufą armaty przeciwlotnicznej kalibru 94 mm, zamek pochodził z armaty 25-funtowej, a oporopowrotnik z armaty sześciofuntowej.  Nowa broń otrzymała nazwę 95-mm Infantry Howitzer Mk II (haubica piechoty kalibru 95 mm) choć w rzeczywistości miała kaliber 94 mm (3,7 cala) - nazwa taka została przyjęta w celu odróżnienia tej haubicy od innych brytyjskich broni kalibru 94 mm, których amunicji ta haubica nie mogła używać.
Nowa broń okazała się jedną z najmniej udanych konstrukcji tego typu.  Oporopowrotnik był zbyt słaby i często się psuł, całe wykończenie haubicy było bardzo prymitywne, a zbyt wąski rozstaw kół powodował problemy ze stabilnością.  Haubica została zaprojektowana tak, aby do transportu można ją było rozłożyć na 10 części, ale nie do końca przemyślano sposób ich łączenia i haubica miała raczej rzadko spotykaną i niezbyt pożądaną tendencję do samoistnego rozkładania się w czasie długotrwałego prowadzenia ognia.
Wszystkie te problemy mogłyby zostać wyeliminowane, ale okazało się, że podjęta "u góry" decyzja budowy nowej broni nie została skonsultowana z armią, która nie była w ogóle zainteresowana nową haubicą i program budowy tego działa został zakończony.

## Dane taktyczno-techniczne
- Kaliber: 94 mm
- Długość lufy: 1,88 m
- Masa własna: 954,8 kg
- Kąt podniesienia lufy: -5° - +30°
- Prędkość wylotowa pocisku: 330 m/s
- Zasięg maksymalny: 5500 m
- Masa naboju: 11,34 kg (25 funtów)